# هارلي-ديفيدسون إكس آر 750

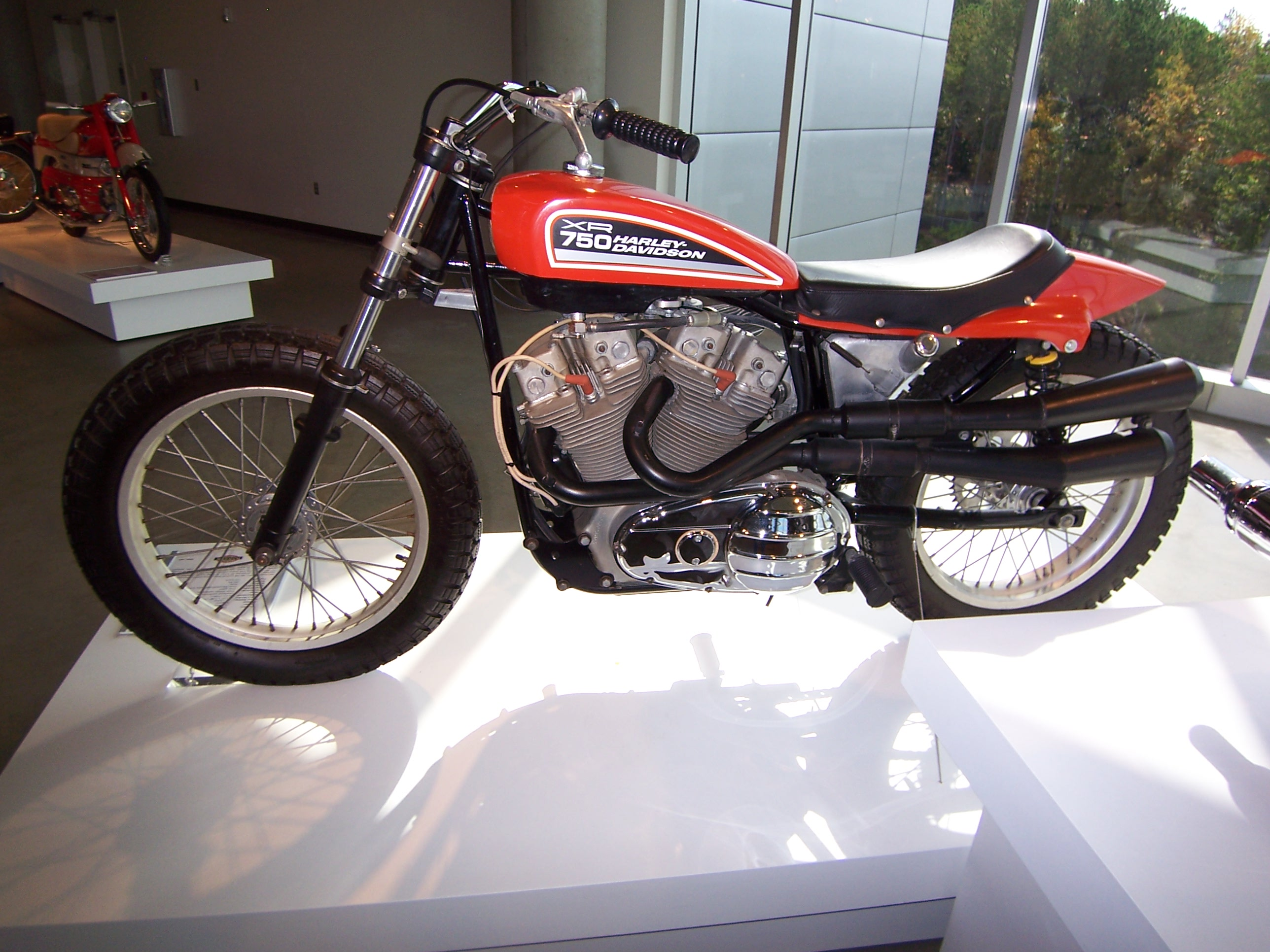
دراجة هارلي ديفيدسون إنتاج 1980 للطرق الترابية

هارلي ديفيدسون XR-750 هي دراجة نارية مخصصة للسباقات في الطرق الترابية، صممها هارلي ديفيدسون عام 1970، وتستخدم أيضًا على الطرق السريعة. صممت الدراجة XR-750 للتناسب مع التغيرات في قوانين بطولة الدرجات النارية عام 1969 لتتيح الفرصة أمام درجات يابانية وإنجليزية الصنع التفوق على دراجة السباق KR من هارلي ديفيدسون.